# William Thorneycroft Lofts
Pour les articles homonymes, voir Thorneycroft.
William Thorneycroft "Bill" Lofts  (15 mars 1902-27 janvier 1978) est un homme d'affaires et politique provincial canadien de la Saskatchewan. Il représente la circonscription de Meadow Lake à titre de député du Parti libéral de la Saskatchewan de 1948 à 1952.

## Biographie
Né à Johannesbourg en Afrique du Sud, Lofts est le fils de John W. Lofts et d'Edith Curry. Son père sert avec l'armée britannique lors de la guerre des Boers. S'établissant au Canada avec sa famille en 1907, il épouse Lillian Younger en 1926. Exerçant le métier de vendeur pour Ford et pour International Harvester.

## Carrière politique
Servant comme président du conseil de la commission scolaire locale, il devient député provincial en 1948. Il ne se représente pas en 1952.
Le couple s'établit à Glaslyn (en).